# 方瑜 (明朝)
參數所指定的目標頁面不存在，建議更正成存在頁面或直接建立下列一個頁面（建立前請先搜尋是否有合適的存在頁面可以取代）：
- 方瑜

方瑜（1504年—？），字元忠，直隸徽州府歙縣人，民籍，明朝政治人物。

## 生平
嘉靖七年（1528年）戊子科應天府鄉試第五十二名舉人。嘉靖二十三年（1544年）中式甲辰科會試第二百十五名，登第二甲第三十六名進士。嘉靖四十一年（1562年）任廣西南寧府知府。

## 家族
曾祖方彥榮；祖父方柳宗；父方從政，母汪氏。具庆下。